# Sergio Pérez Álvarez
Sergio Pérez Álvarez (década de 1950) es un psicólogo, pedagogo, docente y activista LGBT+ argentino. Fundador del histórico Frente de Liberación Homosexual. Hasta 2021 tenía 27 libros publicados.

## Biografía
Maestro normal, psicólogo y pedagogo egresado de la Universidad de Buenos Aires. Es doctor cum laude en filosofía y ciencias de la educación. Máster en cultura y diplomado superior en tango y cultura popular urbana. Se desempeñó también como inspector de enseñanza y asesor en la Dirección General de Cultura y Educación de la Provincia de Buenos Aires.
En 1971 fue uno de los fundadores del histórico Frente de Liberación Homosexual (FLH).
En el año 2013, fue homenajeado por la Secretaría de Derechos Humanos de la Nación, junto a antiguos miembros del FLH donde participó de la "ronda" de las Madres de Plaza de Mayo y expresó: 

Hace 40 años volanteábamos acá en la plaza y huíamos. Todo lo que pasa ahora era impensable. No sé si María Luisa Bemberg o Manuel Puig habrían podido imaginarlo. Nosotros existimos en los ’60. Queremos agradecer a la Secretaría por recordarnos y a quienes continuaron con nuestras banderas. Muchos nos tuvimos que exiliar porque nos detenían ante la sospecha de que éramos homosexuales. Hoy la realidad y todas las leyes nos ubican con comodidad y tranquilidad
Sergio Pérez Álvarez, 22 de noviembre de 2013 

Hasta 2021 tenía 27 libros publicados.

## Obra
- Investigaciones exploratorias y descriptivas en las ciencias, 1978, Librería del Colegio.
- El diagnóstico de la situación educativa, 1979, Librería del Colegio.
- Metodología para la elaboración de monografías y tesis, 1980, CEA-Eudeba.
- La familia abandónica y sus consecuencias, 1981, Eudeba.
- Observación práctica y residencia. Nivel Primario, 1985, Ed. Braga.
- Del estudio dirigido al estudio autónomo, 1985, Ed. Braga.
- Aula taller en la escuela media, 1987, Ed. Braga.
- Taller didáctico, 1990, Ed. Braga.
- Psicología y didáctica del aprendizaje constructivo, 1992, Ed. Braga.
- Planificación participativa y coevaluación en educación, 1993, Ed. Braga.
- Desafíos para la implementación de la Ley Federal de Educación, 1995, Ed. Braga.
- Configuración de los entornos personales de aprendizaje en línea: autorregulación en el contexto de ELE, 2022, Universidade do Minho.